# Ronde van Italië 2021/Vierde etappe
De vierde etappe van de Ronde van Italië 2021 werd verreden op 11 mei van Piacenza naar Sestola. Het betroft een etappe over 186 kilometer. De kopgroep kreeg de ruimte van het peloton, daar de kopmannen nog niet de roze trui in handen wilden nemen. Etappewinnaar werd de Amerikaan Joe Dombrowski; Alessandro De Marchi finishte als tweede en nam de roze trui over van Filippo Ganna. Daarachter probeerde Mikel Landa aan te vallen; grootste slachtoffer daarvan was João Almeida; die verloor bijna vierenhalve minuut.

## Uitslagen
| Piacenza – Sestola (186,0 km) |                         |                                    |          |
| Plaats                        | Naam                    | Ploeg                              | Tijd     |
| 1                             | Joe Dombrowski          | UAE Team Emirates                  | 4u58'38" |
| 2                             | Alessandro De Marchi    | Israel Start-Up Nation             | + 13"    |
| 3                             | Filippo Fiorelli        | Bardiani-CSF-Faizanè               | + 27"    |
| 4                             | Louis Vervaeke          | Alpecin-Fenix                      | + 29"    |
| 5                             | Jan Tratnik             | Bahrain-Victorious                 | z.t.     |
| 6                             | Attila Valter           | Groupama-FDJ                       | + 44"    |
| 7                             | Nicolas Edet            | Cofidis                            | + 49"    |
| 8                             | Nélson Oliveira         | Movistar Team                      | + 57"    |
| 9                             | Rein Taaramäe           | Intermarché-Wanty-Gobert Matériaux | + 1'33"  |
| 10                            | Christopher Juul-Jensen | Team BikeExchange                  | + 1'36"  |
|                               |                         |                                    |          |
| 45                            | Koen Bouwman            | Team Jumbo-Visma                   | + 5'02"  |

| Algemeen klassement |                      |                        |           |
| Plaats              | Naam                 | Ploeg                  | Tijd      |
| Roze trui           | Alessandro De Marchi | Israel Start-Up Nation | 13u50'44" |
| 2                   | Joe Dombrowski       | UAE Team Emirates      | + 22"     |
| 3                   | Louis Vervaeke       | Alpecin-Fenix          | + 42"     |
| 4                   | Nélson Oliveira      | Movistar Team          | + 48"     |
| 5                   | Attila Valter        | Groupama-FDJ           | + 1'00"   |
| 6                   | Nicolas Edet         | Cofidis                | + 1'15"   |
| 7                   | Aleksandr Vlasov     | Astana-Premier Tech    | + 1'24"   |
| 8                   | Remco Evenepoel      | Deceuninck–Quick-Step  | + 1'28"   |
| 9                   | Alberto Bettiol      | EF Education-Nippo     | + 1'37"   |
| 10                  | Hugh Carthy          | EF Education-Nippo     | + 1'38"   |
|                     |                      |                        |           |
| 40                  | Koen Bouwman         | Team Jumbo-Visma       | + 5'12"   |

1e etappe ·
2e etappe ·
3e etappe ·
4e etappe ·
5e etappe ·
6e etappe ·
7e etappe ·
8e etappe ·
9e etappe ·
10e etappe ·
11e etappe ·
12e etappe ·
13e etappe ·
14e etappe ·
15e etappe ·
16e etappe ·
17e etappe ·
18e etappe ·
19e etappe ·
20e etappe ·
21e etappe
Startlijst · Eindstanden · Afbeeldingen